# The Guild 2
The Guild 2 – komputerowa gra strategiczna z elementami gry fabularnej, wyprodukowana przez 4Head Studios, a wydana przez JoWooD 15 września 2006. The Guild 2 jest sequelem wydanej w 2002 roku gry Europa 1400: The Guild.

## Fabuła
Akcja rozpoczyna się w końcówce XIV wieku, tak jak w The Guild w wybranym wcześniej mieście europejskim na określonej mapie. W grze pojawia się pełna swoboda wyboru: można zostać lekarzem, stać się szefem gangu złodziei lub zdobyć tytuł króla. W mieście, z wyjątkiem gracza, żyją przedstawiciele wszystkich segmentów populacji w średniowieczu: robotników, rzemieślników, intelektualistów, arystokratów. Pojawiają się też wydarzenia losowe, na które gracz nie ma wpływu, lecz ich zlekceważenie ma poważne konsekwencje (np. potyczki z łotrzykami, wybór na asesora w rozprawie). W trakcie gry heroldzi na rynku miasta informują o wydarzeniach historycznych w niekoniecznie prawidłowym roku (np. informacja o wydaniu Młota na czarownice w 1486 r., chociaż w grze może być 1484 r.). Jeżeli mapa posiada więcej niż jedno miasto, każdy herold może powiedzieć o innym wydarzeniu historycznym.

## Rozgrywka
The Guild 2 różni się od poprzednika tym, iż wzrasta znaczenie poszczególnych figur. Gra bardziej koncentruje się na postaciach i ich czynach. Ponadto wprowadzono szerszą gamę zawodów, bardziej szczegółowej grafiki oraz ulepszonej sztucznej inteligencji. Innymi widocznymi zaletami gry są:
- szczegółowa i dopracowana szata graficzna w pełnym trójwymiarze,
- rozgrywka w czasie rzeczywistym,
- zmieniająca się pogoda i pory roku,
- swoboda gry i sposobu jej wygrania,
- bogaty świat gry (mieszkańcy, szata roślinna i zwierzęca, budynki),
- możliwość zdobycia znacznych tytułów i zaszczytów politycznych.

Gra The Guild 2 oferuje sześciokrokowy samouczek, w którym można się dowiedzieć podstaw na temat gry. Do gry dołączony jest również film instruktażowy. Dla przećwiczenia wiedzy w praktyce dodatek Piraci starego świata oferuje czterokrokową kampanię. Jest ona powiązana z jednym głównym bohaterem.
Wszystkie postacie w grze The Guild 2 dzielą się na cztery klasy społeczne. Są to: uczony, gospodarz, rzemieślnik i łotrzyk.
Praca, nauka w domu lub w szkole, nabywanie tytułów – te i inne czynności przynoszą tzw. PD (punkty doświadczenia). Za odpowiednią liczbę PD można rozwijać aspekty. Ilość PD wydanego na aspekty sumuje się, a ich łączna liczba wskazuje na poziom doświadczenia postaci. Ilość PD potrzebnych na zdobycie poszczególnych poziomów przedstawiono w tabeli poniżej. Wyższy poziom postaci wiąże się z licznymi przywilejami.

## Dodatki
Podstawa The Guild 2 i dodatki Piraci starego świata i Wenecja tworzą The Guild 2 Antologia. Ta wersja z dwoma dodatkami oddzielnie instalowanymi jest dostępna na sklepowych półkach.

### Piraci starego świata (v. 2.0)
W dodatku Piraci starego świata dostępnych jest wiele rozszerzeń. Do każdej klasy przydzielono nowy budynek, a wraz z nim nowy zawód. Wprowadzono kantory oraz grę na morzu. Nowością są ryby, które można łowić na specjalnych łodziach. Miastu zaczynają zagrażać choroby i epidemie. Wprowadzono kilka nowych map do gry, w których występuje polski Gdańsk.

### Wenecja (v. 2.2)
Dodatek Wenecja wprowadza jedynie kilka nowych map do gier, nowy styl budynków i kilka kosmetycznych zmian. Fani gry odpowiedzieli krytyką na dodatek, zawierający błędy tekstur i obiektów. Ponadto, zniknął tryb gry wieloosobowej.

### Renesans (v. 4.1)
The Guild 2 – Renesans jest najnowszym, samodzielnym dodatkiem do gry. Więcej informacji można znaleźć na oficjalnej stronie gry.